# Princ

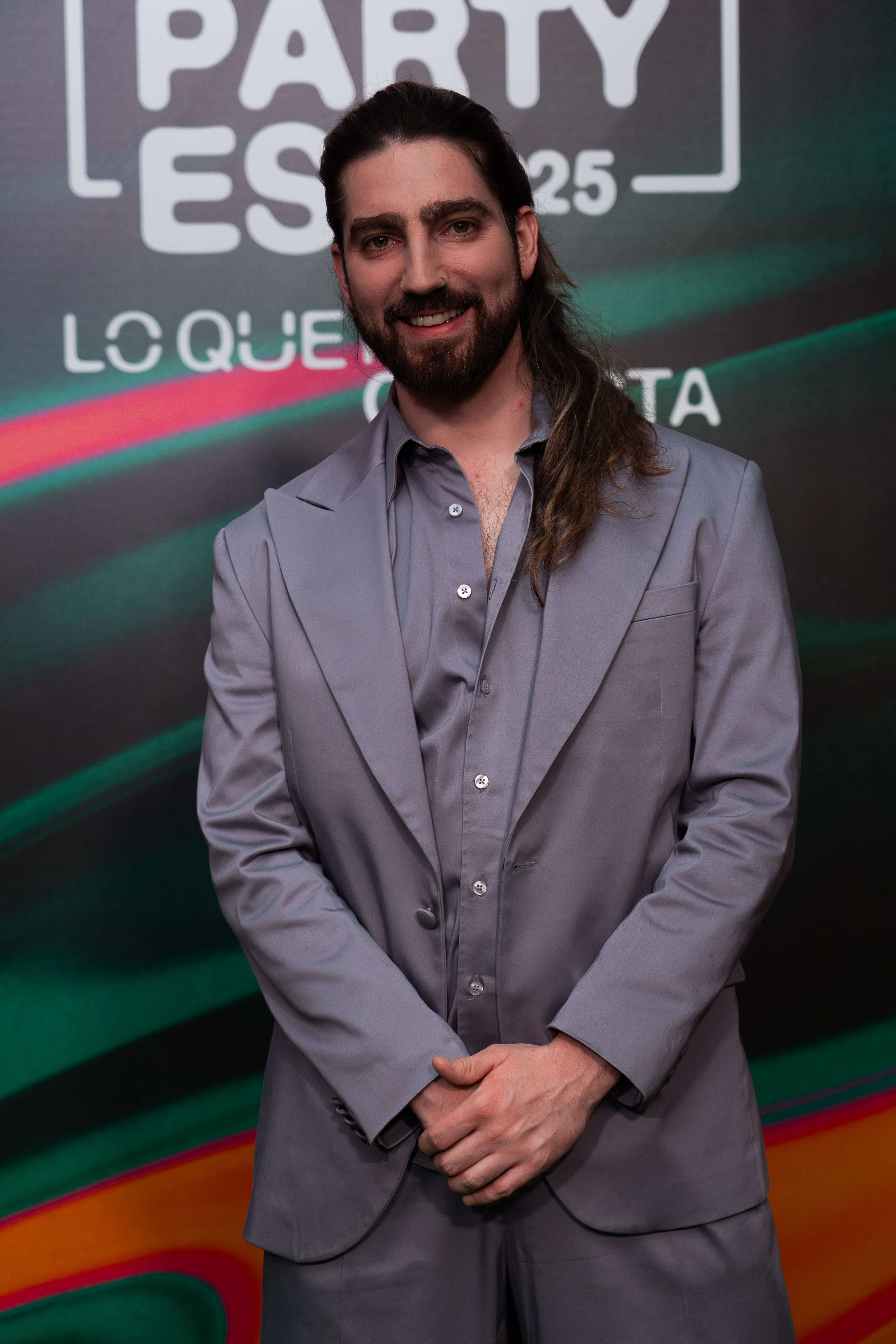
Princ (2025)

Stefan Zdravković (serbisch-kyrillisch Стефан Здравковић; * 29. September 1993 in Vranje), bekannt als Princ od Vranje oder Princ, ist ein serbischer Sänger. Er vertrat Serbien beim Eurovision Song Contest 2025 in Basel mit seinem Lied Mila.

## Leben und Karriere
Princ wurde 1993 in Vranje in Südserbien geboren, zog jedoch 2002 nach Belgrad. An der Universität Belgrad studierte er Norwegisch und Skandinavistik. Princ trägt den schwarzen Gürtel in Karate und war serbischer Meister in Karate, Vize-Balkanmeister und war Teil der serbischen Karate-Nationalmannschaft.
Princ singt nicht nur, sondern spielt auch seit seiner Schulzeit Gitarre und Schlagzeug. Gemeinsam mit einigen Freunden gründete er mit 15 Jahren die Band Šesta žica. Seit 2016 ist er der Sänger der Rockband Sisyphus, 2020 übernahm er die Titelrolle in einer serbischen Produktion von Jesus Christ Superstar.
Erste Bekanntheit erreichte Princ durch seine Teilnahme an The Voice of Bulgaria 2021, wo er es in die Top 12 schaffte.
Bereits 2022 sollte Princ an Pesma za Evroviziju, dem serbischen Vorentscheid für den Eurovision Song Contest, teilnehmen, letztlich zog er seine Teilnahme aber aufgrund eines Konflikts mit dem Songwriter des Beitrags zurück. 2023 nahm er schließlich an Pesma za Evroviziju teil. Mit dem Lied Cvet Sa Istoka gewann er das Publikumsvoting, belegte jedoch letztlich den zweiten Platz hinter Luke Black. Zwei Jahre später nahm er erneut an Pesma za Evroviziju teil und konnte den Wettbewerb gewinnen. Mit dem Titel Mila vertrat er Serbien beim Eurovision Song Contest 2025 in Basel. Er schied jedoch im Halbfinale aus.

## Diskografie
Singles
- 2022: Samo mi je lepo
- 2023: Cvet sa Istoka
- 2023: Mirno (mit Goca Tržan)
- 2023: Kad poželiš (mit Regina)
- 2024: Ajša
- 2024: Čardak
- 2024: Ela Ela
- 2024: Belo
- 2024: Paučina (mit Šejla Zonić)
- 2025: Mila